# Genoveva Añonman
Genoveva Añonman Nze Ataha (Cogo, 12 de octubre de 1987) es una entrenadora y exjugadora de fútbol ecuatoguineana que jugaba como centrocampista. Es la actual entrenadora del FC 15 de Agosto femenino y entrenadora adjunta de la selección femenina sub-20 de Guinea Ecuatorial.

## Selección nacional
Ha sido internacional con la selección de Guinea Ecuatorial, debutó en 2002. Con el paso de los años, se convirtió en la capitana del equipo. En la Copa Mundial Femenina de Fútbol de 2011 fue incluida en el once ideal, siendo la primera jugadora africana en lograrlo. 
En cuanto a la polémica originada por la numerosa presencia en la selección ecuatoguineana de futbolistas extranjeras, procedentes principalmente de Brasil y Nigeria, Añonman apoya la participación de éstas, a pesar de ser nativa ecuatoguineana.
Fue la primera jugadora africana en jugar en la "Copa Mundial Femenina de fútbol" in 2011.
Es la máxima goleadora de la selección femenina de Guinea Ecuatorial, en la que jugó durante 16 años.[cita requerida]

## Vida personal

### Posición política
Añonman se adhiere a la gestión de Teodoro Obiang Nguema Mbasogo.

## Palmarés

### Campeonatos nacionales
| Título           | Club               | País     | Año     |
| ---------------- | ------------------ | -------- | ------- |
| Bundesliga       | Turbine Potsdam    | Alemania | 2011-12 |
| Primera División | Atlético de Madrid | España   | 2016-17 |